# Strebers
Strebers war eine schwedische Punkband.

## Werdegang
Sie wurde 1985 von Micke „Ulke“ Johansson (Gitarre und Gesang), Pelle Persson (Bass und Gesang) und Johnny Rydh († 1992) (Schlagzeug und Gesang) gegründet. 1987 stieß Micke Blomqvist für zwei Jahre hinzu, da dessen alte Band Asta Kask sich zuvor trennte. 1988 lösten sich die Strebers vorerst auf, Ulke und Johnny gründeten mit dem Bassisten Fredrik „Ztikkan“ Blomqvist die Band Sixguns. Nachdem sie drei Singles veröffentlicht hatten, änderten sie den Namen wieder in Strebers um. 1992 verstarb Johnny bei einem Verkehrsunfall. Das letzte Album Till en vän (An einen Freund) wurde ihm gewidmet. Es wurde mit Sjölborn (in Wirklichkeit ein Drumcomputer) eingespielt. Danach ging die Band mit Stefan „Stipen“ Karlsson als Schlagzeuger auf Tour, da Sjölborn – wie die Legende erzählt – als Jazzmusiker in die USA ging. 1993 wurde aus den Strebers die Band Dia Psalma, spielten aber 2001 erneut einige Konzerte unter dem alten Namen.

## Diskografie
- Ung & arg! EP (1985)
- På liv & död EP (1986)
- Ur led är ... LP (1986)
- Öga för öga Mini-LP (1987)
- Bad Boys Behind Bars (Ditt blod/mitt blod) EP (1988)
- Strebers & kråkan EP (1990)
- I fädrens spår LP (1990)
- Kaos & skrål 85-87 LP/CD (1991)
- Kallt stål varmt blod Mini-LP/CD (1991)
- Till en vän CD (1992)
- Öga för öga CD (1993)
- Blod svett & tårar Doppel-CD (2000)
- Meningslöst Liv(e) CD (2001)